# Emma Richter
Emma Richter, geborene Hüther (* 4. März 1888 in Groß Steinheim bei Hanau; † 15. November 1956 in Frankfurt am Main), war eine deutsche Paläontologin, die sich insbesondere mit Trilobiten befasste.
Emma Hüther wuchs in Schwäbisch Hall auf und kam um 1900 nach Frankfurt am Main, wo sie das Lehrerinnenseminar besuchte und danach Lehrerin war (mit der ursprünglichen Absicht, Geologie und Paläontologie zu studieren). 1913 heiratete sie den Paläontologen Rudolf Richter, mit dem sie später eng am Senckenberg Naturmuseum zusammenarbeitete (wo sie selbst allerdings schon als Jugendliche ehrenamtlich wirkte), dessen Direktor Rudolf Richter war. Mit ihrem Mann verfasste Emma Richter zahlreiche Aufsätze über Trilobiten und war auf diesem Gebiet eine führende Expertin, wobei ihr ein gutes Formengedächtnis, zeichnerisches Geschick und großes technisches Geschick im Präparieren zugutekam. Sie starb wenige Wochen vor ihrem Mann.
Mit Rudolf Richter veröffentlichte sie über 70 gemeinsame wissenschaftliche Arbeiten, fast alle zu Trilobiten und ihrer Verwendung in der Stratigraphie. Sie verwaltete auch die paläontologischen Sammlungen der Senckenberg-Gesellschaft.
Sie wurde 1949 Ehrendoktor der Universität Tübingen. 1934 wurde sie Ehrenmitglied der Paleontological Society.
Das Ehepaar wohnte in Eschersheim und hatte eine 1924 geborene Tochter.